# Мърсър (окръг, Мисури)
Вижте пояснителната страница за други значения на Мърсър.
Окръг Мърсър (на английски: Mercer County) е окръг в щата Мисури, Съединени американски щати. Площта му е 1178 km², а населението - 3757 души (2000). Административен център е град Принстън.